# 1962 في الولايات المتحدة
فيما يلي قوائم الأحداث التي وقعت خلال عام 1962 في الولايات المتحدة.

## أحداث
- 22 يوليو – كارثة مطار سيدني

## سياسة

### تعيين في المنصب
- 1 يناير – باتسي مينك عضو مجلس ولاية هاواي.
- 1 يناير – ليو رايان عضو جمعية ولاية كاليفورنيا.
- 5 يوليو – سايرس فانس وزير الجيش الأمريكي [الإنجليزية]‏.
- 1 أكتوبر – ماكسويل تايلور دافنبورت رئيس هيئة الأركان المشتركة الأمريكية.
- 7 نوفمبر – إدوارد كينيدي عضو مجلس الشيوخ الأمريكي.
- 3 ديسمبر – جون أنطوني بيرنز حاكم هاواي [الإنجليزية]‏.

### انتهاء فترة المنصب
- 1 يناير – روبرت تافت الابن عضو مجلس نواب أوهايو.
- 13 يناير – جيمس ليندسي ألموند حاكم فرجينيا [الإنجليزية]‏.
- 20 سبتمبر – آرثر غولدبرغ وزير العمل الأمريكي.
- 30 سبتمبر – جورج ديكر رئيس أركان جيش الولايات المتحدة.
- 30 سبتمبر – ليمان ليمنيتزر رئيس هيئة الأركان المشتركة الأمريكية.
- 3 ديسمبر – وليام فرانسيس كوين حاكم هاواي [الإنجليزية]‏.

## ظهور
- 1 مايو – الرجل الأخضر

## أفلام
من الأفلام التي صدرت هذه السنة في الولايات المتحدة:
- 1 يناير – أيام الخمر والورد من إخراج بليك إدواردز.
- 1 يناير – الأسبارطة الـ300 من إخراج Rudolph Maté [الإنجليزية]‏.
- 1 يناير – الإفطار عند تيفاني من إخراج بليك إدواردز.
- 1 يناير – الحمامة التي إستحوذت على روما من إخراج Melville Shavelson [الإنجليزية]‏.
- 1 يناير – الدفن قبل الأوان من إخراج روجر كورمان.
- 1 يناير – الرجل الذي أطلق النار على ليبرتي فالنس من إخراج جون فورد.
- 1 يناير – السيف السحري من إخراج بيرتن غوردون.
- 1 يناير – المتدربون من إخراج ديفيد سويفت.
- 1 يناير – إيغاه من إخراج Arch Hall Sr. [الإنجليزية]‏.
- 1 يناير – تقرير تشابمان من إخراج جورج كوكور.
- 1 يناير – رجل الموسيقى من إخراج Morton DaCosta [الإنجليزية]‏.
- 1 يناير – صانعة المعجزات من إخراج آرثر بن.
- 1 يناير – طائر الشباب الجميل من إخراج ريتشارد بروكس.
- 1 يناير – فاني من إخراج جوشوا لوغان.
- 1 يناير – قتل طائر بريء من إخراج روبرت موليغان.
- 1 يناير – قصة الحي الغربي من إخراج جيرومي روبين، روبرت وايز.
- 1 يناير – كيف غلب الغرب من إخراج ريتشارد ثورب، هنري هاثاوي، جون فورد، جورج مارشال (ممثل).
- 12 يونيو – لوليتا من إخراج ستانلي كوبريك.
- 8 أكتوبر – سبارتاكوس من إخراج ستانلي كوبريك.
- 18 نوفمبر – بن هور من إخراج ويليام وايلر.
- 10 ديسمبر – لورنس العرب من إخراج ديفيد لين.

## برامج ومسلسلات وأنمي
- فلينستون

## موسيقى

### أغاني
من الأغاني التي صدرت هذه السنة في الولايات المتحدة:
- 1 يونيو – لوكوموشن من غناء ليتل إيفا.

## كتب
من الكتب التي صدرت هذه السنة في الولايات المتحدة:
- 1 يناير – بنية الثورات العلمية من تأليف توماس كون.
- 16 يونيو – الربيع الصامت من تأليف راشيل كارسون.
- 1 أكتوبر – الرجل في القلعة العالية من تأليف فيليب ك. ديك.

## مواليد

### يناير
- 1 يناير – باميلا هاريس
- 1 يناير – بوني لين باسلر عالمة أحياء أمريكية.
- 1 يناير – جون مايكل غرير
- 1 يناير – جيجي بريتزكر
- 1 يناير – ريجي غروس ملاكم من الولايات المتحدة الأمريكية.
- 1 يناير – كارلوس غوميز ممثل أمريكي.
- 1 يناير – كريستوفر كالدويل
- 1 يناير – مارك أدامو ملحن من الولايات المتحدة الأمريكية.
- 1 يناير – نادية أبو الحاج
- 4 يناير – جو كلين
- 4 يناير – ديف جونز سياسي أمريكي.
- 5 يناير – سوزي أميس كاميرون
- 12 يناير – تشارلز جونز
- 12 يناير – لونا فاشون مصارعة محترفة من الولايات المتحدة الأمريكية.
- 13 يناير – باتريك ديمبسي ممثل أمريكي.
- 13 يناير – تريس أدكينز
- 16 يناير – رون مور لاعب كرة سلة من الولايات المتحدة الأمريكية.
- 16 يناير – كيفن روس لاعب كرة قدم أمريكية.
- 17 يناير – سيباستيان جونكر
- 19 يناير – جيف فان غوندي مدرب كرة سلة من الولايات المتحدة الأمريكية.
- 22 يناير – تامرا ديفيس
- 28 يناير – مايكل كيج لاعب كرة سلة أمريكي.
- 30 يناير – ماري كاي ليتورنيو
- 31 يناير – جيفري أوبنهايم جراح أعصاب من الولايات المتحدة الأمريكية.
- 31 يناير – مايك غاندولفي

### فبراير
- 2 فبراير – بن تيستيرمان لاعب كرة مضرب أمريكي.
- 4 فبراير – فيرن فليمنغ لاعب كرة سلة من الولايات المتحدة الأمريكية.
- 5 فبراير – جينيفر جيسون لي ممثلة أمريكية.
- 6 فبراير – أكسل روز
- 7 فبراير – غارث بروكس
- 8 فبراير – ليزا جاكسون سياسية أمريكية.
- 9 فبراير – كيني فيلدز لاعب كرة سلة أمريكي.
- 10 فبراير – بوبي كزيز ملاكم من الولايات المتحدة الأمريكية.
- 10 فبراير – كليف بيرتون
- 11 فبراير – شيريل كرو
- 17 فبراير – لو دايموند فيليبس
- 18 فبراير – توم سلوبي لاعب كرة سلة أمريكي.
- 20 فبراير – تيرينس هيلدنر
- 21 فبراير – تشاك بولانيك
- 21 فبراير – ريكاردو ويبر سياسي تشيلي.
- 21 فبراير – غاري بلامر لاعب كرة سلة أمريكي.
- 22 فبراير – جيم بيترسن لاعب كرة سلة أمريكي.
- 27 فبراير – آدم بالدوين

### مارس
- 2 مارس – جون بون جوفي
- 3 مارس – جاكي جوينر كيرسي
- 5 مارس – إليز بورجين لاعبة كرة مضرب من الولايات المتحدة.
- 5 مارس – روبرت كوربيم رائد فضاء أمريكي.
- 7 مارس – تايلور داين
- 8 مارس – ليون روبنسون
- 10 مارس – تيم ماكورماك لاعب كرة سلة أمريكي.
- 11 مارس – باربرا ألين وودز ممثلة أمريكية.
- 11 مارس – توم سيويل لاعب كرة سلة أمريكي.
- 12 مارس – جوليا كامبل ممثلة أمريكية.
- 15 مارس – جيمي بايو
- 18 مارس – توماس إيان غريفيث ممثل أمريكي.
- 20 أغسطس – جيمس مارسترز ممثل أمريكي.
- 21 مارس – روزي أودونيل
- 21 مارس – ماثيو برودريك
- 21 مارس – مارك ويد
- 23 مارس – جيني رايت ممثلة أمريكية.
- 25 مارس – ليون وود لاعب كرة سلة أمريكي.
- 25 مارس – مارشا كروس ممثلة أمريكية.
- 26 مارس – بول تشامبرلين لاعب كرة مضرب من الولايات المتحدة.
- 26 مارس – جون ستوكتون لاعب كرة سلة من الولايات المتحدة الأمريكية.
- 27 مارس – براد رايت لاعب كرة سلة أمريكي.
- 28 مارس – الكسندرا بيلينجز
- 28 مارس – باتريك ديويل
- 29 مارس – جون كينين
- 30 مارس – إم سي هامر

### أبريل
- 2 أبريل – كلارك غريغ
- 3 أبريل – بريندا سبنسر
- 3 أبريل – جينيفر روبين ممثلة أمريكية.
- 5 أبريل – لانا كلاركسون
- 7 أبريل – أندي هامبستن درّاج طريق من الولايات المتحدة الأمريكية.
- 9 أبريل – جيف تيرنر لاعب كرة سلة من الولايات المتحدة الأمريكية.
- 13 أبريل – سيدريك توني لاعب كرة سلة أمريكي.
- 15 أبريل – ديفيد بوب لاعب كرة سلة أمريكي.
- 16 أبريل – جين غولي درّاجة طريق من الولايات المتحدة الأمريكية.
- 16 أبريل – ديفيد بات لاعب كرة مضرب من الولايات المتحدة.
- 17 أبريل – نانسي هوغشيد ماكار
- 18 أبريل – جف دونهام
- 20 أبريل – بيتر سيجال مخرج أفلام أمريكي.
- 23 أبريل – رون روان لاعب كرة سلة أمريكي.
- 25 أبريل – آدم سيلفر
- 26 أبريل – جورج مونتغومري لاعب كرة سلة أمريكي.
- 27 أبريل – جيمس ليجروس ممثل أمريكي.

### مايو
- 7 مايو – إدي لي ويلكنز لاعب كرة سلة أمريكي.
- 7 مايو – توني كامبل
- 7 مايو – نيكولاس كريستاكيس
- 11 مايو – أنيتا زوكر سيدة أعمال من الولايات المتحدة الأمريكية.
- 12 مايو – إميليو إستيفيز
- 15 مايو – ميلي ميل
- 16 مايو – بول انستاس كيميائي أمريكي.
- 24 مايو – هيكتور كاماتشو
- 26 مايو – بوبكات غولدثويت
- 27 مايو – ستيفن بريل
- 28 مايو – براندون كروز
- 29 مايو – جون جي يونغ، الابن

### يونيو
- 3 يونيو – غاري دونلي لاعب كرة مضرب من الولايات المتحدة.
- 5 يونيو – جيف غارلين كوميدي أمريكي.
- 7 يونيو – لانس ريديك ممثل أمريكي.
- 8 يونيو – ديف فيتل لاعب كرة سلة أمريكي.
- 8 يونيو – مارك فلور لاعب كرة مضرب من الولايات المتحدة الأمريكية.
- 10 يونيو – جينا غيرشون
- 10 يونيو – كريس بن ممثل أمريكي.
- 13 يونيو – آلي شيدي ممثلة أمريكية.
- 13 يونيو – ألونزو بودن ممثل أمريكي.
- 16 يونيو – مايكل وليامز
- 18 يونيو – غرانغر هول لاعب كرة سلة من الولايات المتحدة الأمريكية.
- 18 يونيو – ليزا راندال
- 19 يونيو – باولا عبدول
- 22 يونيو – كلايد دريكسلر
- 24 يونيو – لانكستر غوردون لاعب كرة سلة أمريكي.
- 25 يونيو – أنتوني شور قاتل متسلسل من الولايات المتحدة الأمريكية.
- 26 يونيو – جاي ميرفي لاعب كرة سلة أمريكي.
- 26 يونيو – جيروم كرسي لاعب كرة سلة أمريكي.
- 29 يونيو – جورج د. زامكا رائد فضاء أمريكي.

### يوليو
- 1 يوليو – أندريه بروير ممثل أمريكي.
- 3 يوليو – تشارلي سيتون لاعب كرة سلة أمريكي.
- 3 يوليو – توم كروز ممثل ومنتج ومخرج أفلام أمريكي.
- 3 يوليو – توماس جيبسون ممثل ومخرج أمريكي.
- 3 يوليو – هنتر تيلو ممثلة أمريكية.
- 4 يوليو – بام شرايفر لاعبة كرة مضرب أمريكية.
- 8 يوليو – سيسيل إكسوم لاعب كرة سلة من الولايات المتحدة الأمريكية.
- 9 يوليو – جوردان بيلفورت جوردان بيلفور.
- 10 يوليو – بوب ثورنتون
- 13 يوليو – توم كيني
- 18 يوليو – ألفريدريك هيوز لاعب كرة سلة أمريكي.
- 18 يوليو – لي أرنبرج ممثل أمريكي.
- 19 يوليو – أنتوني إدواردز
- 20 يوليو – بن ماكدونالد لاعب كرة سلة أمريكي.
- 20 يوليو – كارلوس ألازراكوي
- 22 يوليو – آيك إيسنمان ممثل أمريكي.
- 24 يوليو – ستيف كولتر لاعب كرة سلة أمريكي.
- 24 يوليو – هربرت مكماستر
- 26 يوليو – داني ينغ لاعب كرة سلة أمريكي.
- 27 يوليو – سيسيليا مونوز سياسية أمريكية.
- 28 يوليو – مارك واينبرغر رائد أعمال من الولايات المتحدة الأمريكية.
- 29 يوليو – سكوت ستاينر
- 29 يوليو – كيفن تشابمان ممثل أمريكي.
- 30 يوليو – جلوزيل سيمون ممثلة من الولايات المتحدة الأمريكية.
- 31 يوليو – جون لورينايتس مصارع محترف من الولايات المتحدة الأمريكية.
- 31 يوليو – ويسلي سنايبس

### أغسطس
- 1 أغسطس – جانيل باركس متسابقة دراجات أمريكية.
- 1 أغسطس – جيسي بوريغو ممثل أمريكي.
- 2 أغسطس – ريك كريسمان سياسي أمريكي.
- 2 أغسطس – سينثيا ستيفنسون ممثلة أمريكية.
- 5 أغسطس – أوتيس ثورب لاعب كرة سلة أمريكي.
- 10 أغسطس – سوزان كولنز
- 11 أغسطس – إينيس واتلي لاعب كرة سلة أمريكي.
- 13 أغسطس – جون سلاتري ممثل أمريكي.
- 14 أغسطس – ليدي باني ممثلة أفلام من الولايات المتحدة الأمريكية.
- 15 أغسطس – ديفيد زياس ممثل بورتوريكي.
- 15 أغسطس – رالف جاكسون لاعب كرة سلة أمريكي.
- 16 أغسطس – بيل مارتن لاعب كرة سلة أمريكي.
- 16 أغسطس – ستيف كارل ممثل أمريكي.
- 18 أغسطس – براين مارتن لاعب كرة سلة أمريكي.
- 19 أغسطس – مايكل ماسيمينو رائد فضاء أمريكي.
- 20 أغسطس – جيمس مارسترز ممثل أمريكي.
- 20 أغسطس – مايكل فرومان سياسي من الولايات المتحدة الأمريكية.
- 21 أغسطس – جون كورفاس
- 24 أغسطس – ديفيد كويشنير
- 24 أغسطس – ماري إلين ويبر
- 27 أغسطس – دين ديفلين
- 27 أغسطس – سكوت ديفيز لاعب كرة مضرب من الولايات المتحدة.
- 27 أغسطس – فيك مينيانا
- 28 أغسطس – ديفيد فينشر مخرج أفلام أمريكي.
- 28 أغسطس – كريغ أنتون
- 28 أغسطس – مليسا روزنبرغ كاتب سيناريو أمريكي.
- 30 أغسطس – برنارد تومسون لاعب كرة سلة أمريكي.
- 31 أغسطس – دي برادلي بيكر

### سبتمبر
- 6 سبتمبر – كريس كريستي سياسي أمريكي.
- 6 سبتمبر – كيفن ويليس لاعب كرة سلة أمريكي.
- 7 سبتمبر – جينيفر إيغان روائية وكاتبة قصص أمريكية.
- 12 سبتمبر – ماري كاي ادامز ممثلة أمريكية.
- 13 سبتمبر – أنتوني جونز لاعب كرة سلة أمريكي.
- 15 سبتمبر – دينا لوهان ممثلة أمريكية.
- 15 سبتمبر – ريبيكا ميلر ممثلة ومخرجة أفلام أمريكية.
- 16 سبتمبر – بوتش هايز
- 17 سبتمبر – بول فيغ
- 19 سبتمبر – شيري أوتيري ممثلة أمريكية.
- 21 سبتمبر – روب مورو ممثل أمريكي.
- 22 سبتمبر – مايكل جيلدن ممثل أمريكي.
- 26 سبتمبر – باتريك بريستو
- 26 سبتمبر – جاك غولدسميث
- 26 سبتمبر – ميليسا أندرسون
- 28 سبتمبر – فريد ميركل متسابق دراجات نارية من الولايات المتحدة الأمريكية.
- 29 سبتمبر – روجر بارت ممثل أمريكي.

### أكتوبر
- 2 أكتوبر – جيف بينيت
- 5 أكتوبر – مايكل اندريتي سائق فورمولا 1 من الولايات المتحدة الأمريكية.
- 11 أكتوبر – جوان كوزاك ممثلة أمريكية.
- 12 أكتوبر – فواز وينترز لاعب كرة سلة أمريكي.
- 12 أكتوبر – كارلوس بيرنارد ممثل أمريكي.
- 13 أكتوبر – جيري رايس
- 13 أكتوبر – كيلي بريستون
- 13 أكتوبر – مايكل تي قود رائد فضاء أمريكي.
- 16 أكتوبر – كينيث لونيرغان مخرج أفلام أمريكي وكاتب.
- 17 أكتوبر – جاي همفريز
- 19 أكتوبر – إيفاندر هوليفيلد ملاكم من الولايات المتحدة الأمريكية.
- 22 أكتوبر – بوب أودينكيرك
- 25 أكتوبر – شاد سميث موسيقي أمريكي.

### نوفمبر
- 1 نوفمبر – أنتوني كيديس مغني أمريكي.
- 1 نوفمبر – بريندا تشامب مان
- 3 نوفمبر – جايب نويل مدير شركة فالف (Valve Corporation).
- 4 نوفمبر – ستيفوند جونسون لاعب كرة سلة أمريكي.
- 5 نوفمبر – ألفين درو رائد فضاء أمريكي.
- 5 نوفمبر – لوني سميث ملاكم من الولايات المتحدة الأمريكية.
- 5 نوفمبر – مايكل غاستون ممثل أمريكي.
- 7 نوفمبر – بيل ألين ممثل أمريكي.
- 7 نوفمبر – غريغ دريلينغ لاعب كرة سلة أمريكي.
- 8 نوفمبر – ديلاني رود لاعب كرة سلة أمريكي.
- 9 نوفمبر – جون باتل لاعب كرة سلة أمريكي.
- 9 نوفمبر – مايكل باتريك فلاناغان سياسي أمريكي.
- 11 نوفمبر – ديمي مور ممثلة أمريكية.
- 12 نوفمبر – ناعومي وولف كاتب أمريكي.
- 13 نوفمبر – بلير راسموسن لاعب كرة سلة أمريكي.
- 14 نوفمبر – لورا سان جياكومو
- 15 نوفمبر – جودي غولد ممثلة من الولايات المتحدة الأمريكية.
- 15 نوفمبر – مارك أيكرس لاعب كرة سلة أمريكي.
- 17 نوفمبر – سوزان ديكر
- 18 نوفمبر – جيم فيليس
- 18 نوفمبر – كيرك هاميت موسيقي أمريكي.
- 19 نوفمبر – شون بارنيل سياسي أمريكي.
- 19 نوفمبر – نيكول ستوت
- 26 نوفمبر – بوبي باركس لاعب كرة سلة من الولايات المتحدة الأمريكية.
- 28 نوفمبر – جون ستيوارت
- 28 نوفمبر – روز عبدو
- 29 نوفمبر – أليكس ستيفرينس لاعب كرة سلة أمريكي.
- 30 نوفمبر – بو جاكسون

### ديسمبر
- 2 ديسمبر – جاكي فرايزر ليد
- 3 ديسمبر – تامي جاكسون لاعبة كرة سلة من الولايات المتحدة الأمريكية.
- 4 ديسمبر – كاري سكوري لاعب كرة سلة أمريكي.
- 6 ديسمبر – جنين تيرنر ممثلة أمريكية.
- 9 ديسمبر – فيليستي هوفمان ممثلة أمريكية.
- 11 ديسمبر – بن براودر ممثل أمريكي.
- 11 ديسمبر – جريج هيربولد درّاج طريق من الولايات المتحدة الأمريكية.
- 12 ديسمبر – تريسي أوستين لاعبة كرة مضرب من الولايات المتحدة.
- 16 ديسمبر – فيني باز ملاكم من الولايات المتحدة الأمريكية.
- 16 ديسمبر – ويليام بيري
- 17 ديسمبر – براد سيلرز لاعب كرة سلة أمريكي.
- 19 ديسمبر – جيل تالي ممثلة أمريكية.
- 21 ديسمبر – ستيفن منوشين
- 23 ديسمبر – جيري رينولدز لاعب كرة سلة أمريكي.
- 25 ديسمبر – دين كاميرون ممثل أمريكي.
- 28 ديسمبر – كيث لي لاعب كرة سلة أمريكي.
- 29 ديسمبر – باري إ. ويلمور رائد فضاء أمريكي.
- 31 ديسمبر – تايرون كوربين

## وفيات

### فبراير
- 3 فبراير – جيف سميث (مواليد 1891) ملاكم من الولايات المتحدة الأمريكية.
- 6 فبراير – روي أتويل (مواليد 1878) ممثل أمريكي.
- 9 فبراير – غلين كافندر (مواليد 1883) ممثل من الولايات المتحدة الأمريكية.
- 12 فبراير – روسكو آتيس (مواليد 1895)
- 19 فبراير – جيمس بارتون (مواليد 1890) ممثل أمريكي.

### مارس
- 6 مارس – باد تايلور (مواليد 1903) ملاكم من الولايات المتحدة الأمريكية.
- 15 مارس – آرثر كومبتون (مواليد 1892)
- 26 مارس – أوغوستا سافاج (مواليد 1892) نحاتة أمريكية.
- 27 مارس – جاك بريتون (مواليد 1885) ملاكم من الولايات المتحدة الأمريكية.

### أبريل
- 9 أبريل – هارولد لام (مواليد 1892)
- 24 أبريل – ميلت فرانكلين (مواليد 1897) ملحن من الولايات المتحدة الأمريكية.

### مايو
- 7 مايو – جيمي كونلين (مواليد 1884) ممثل أمريكي.
- 8 مايو – فريدي ميلر (مواليد 1911) ملاكم من الولايات المتحدة الأمريكية.
- 14 مايو – فلورنسا أوير (مواليد 1880)
- 17 مايو – جون ميلتون ميلر (مواليد 1882)
- 26 مايو – عايدة دي أكوستا (مواليد 1884)

### يونيو
- 4 يونيو – وليم بيبي (مواليد 1877)
- 11 يونيو – فرانك موريس (مواليد 1926) مجرم من الولايات المتحدة الأمريكية.
- 19 يونيو – فرانك بورزيج (مواليد 1894)
- 24 يونيو – كارل شوت (مواليد 1887) درّاج طريق من الولايات المتحدة الأمريكية.

### يوليو
- 4 يوليو – توماس جيفرسون جاكسون سي (مواليد 1866) عالم فلك من الولايات المتحدة الأمريكية.
- 5 يوليو – جون هنري ستيل (مواليد 1891) سياسي أمريكي.
- 6 يوليو – ويليام فوكنر (مواليد 1897) كاتب أمريكي.
- 11 يوليو – أوين يونغ (مواليد 1874)
- 23 يوليو – كين كريستي (مواليد 1894)

### أغسطس
- 5 أغسطس – مارلين مونرو (مواليد 1926) ممثلة أمريكية، عارضة ازياء ومغنية.
- 15 أغسطس – فيكتور عمانوئيل أندرسون (مواليد 1902) سياسي أمريكي.
- 21 أغسطس – ريتشارد غاريك (مواليد 1878) ممثل ومخرج أمريكي.
- 24 أغسطس – ليليان البرتسون (مواليد 1881)

### سبتمبر
- 3 سبتمبر – إدوارد إستالن كامينجز (مواليد 1894) شاعر أمريكي.
- 4 سبتمبر – وليام كلوثيير (مواليد 1881) لاعب كرة مضرب من الولايات المتحدة.
- 7 سبتمبر – لويس كينغ (مواليد 1898)
- 7 سبتمبر – موريس لويس (مواليد 1912) رسام أمريكي.

### أكتوبر
- 2 أكتوبر – هنري لارسن (مواليد 1890)
- 12 أكتوبر – رالف بروكتور (مواليد 1894) مهندس من الولايات المتحدة الأمريكية.
- 23 أكتوبر – هنري دروري هاتفيلد (مواليد 1875) سياسي أمريكي.
- 27 أكتوبر – رودلف أندرسون (مواليد 1927) ضابط من الولايات المتحدة الأمريكية.

### نوفمبر
- 7 نوفمبر – إليانور روزفلت (مواليد 1884)
- 8 نوفمبر – وليام بيلي (مواليد 1886) ممثل أمريكي.
- 27 نوفمبر – فلورنسا ماير (مواليد 1911) مصورة أمريكية.

### ديسمبر
- 17 ديسمبر – توماس ميتشيل (مواليد 1892)
- 23 ديسمبر – توماس جي. مابري (مواليد 1884) سياسي أمريكي.